# Фридберг
 Тази статия е за града в Германия.  За графството вижте Фридберг (бургграфство).  
Фридберг (на немски: Friedberg) е град в Хесен, Германия, с 28 156 жители (2015). Намира се на около 30 km северно от Франкфурт на Майн във Ветерау.
Фридберг е бил свободен имперски град. През 1802 г. градът е към Великото херцогство Хесен.
От 1958 до 1960 г. Елвис Пресли е стациониран във Фридберг.
- Фридберг (2007)